# Dragutin Pokorný
Dragutin František Pokorný (11. října 1867 Čermákovice – 21. října 1956 Bělehrad) byl český dirigent, hornista a folklorista.

## Život a kariéra
Základy hudebního vzdělání získal u svého otce a poté šest let studoval hru na lesní roh na Vídeňské konzervatoři. Po svých studiích byl přijat na místo hornisty a korepetitora do vídeňského Karlstheatru. Záhy však odešel do Srbska, kde se v Bělehradu stal na dvanáct let dirigentem Srbského národního divadla a kde nastudoval i několik operních představení. Za první světové války odešel s armádou do Albánie, odkud byl evakuován do severní Afriky, kde organizoval symfonický orchestr a uspořádal několik koncertů. Po návratu do Bělehradu se stal na osmnáct let kapelníkem Srbské královské gardy, která byla až do založení Bělehradské filharmonie jediným srbským symfonickým tělesem a měla velký význam ve veřejném hudebním životě. Založil též hudební školu ve Vršci s kapelnickým kursem, odkud vyšla řada dobrých hudebníků. Dragutin Pokorný pořádal symfonické koncerty, na nichž propagoval zejména českou hudbu a umožňoval vystoupení předních umělců.